# James Dyson
Sir James Dyson OM CBE RDI FRS FREng FCSD FIEE (født 2. maj 1947 i Cromer, England) er en britisk
opfinder, industriel designer, bonde og milliardær entreprenør, der grundlagde og er administrerende direktør i Dyson Ltd, som han stiftede i 1991. Han er bedst kendt som opfinderen af en dobbelt cyklon poseløse støvsuger, der fungerer med cykloseparation. Ifølge Sunday Times Rich List 2022, er han den næstrigeste person i Storbritannien med en estimeret formue på £23 mia.
Han fungerede som Provost på Royal College of Art fra august 2011 til juli 2017, og åbnede et ny universitet, Dyson Institute of Engineering and Technology, på Dysons Wiltshire campus i september 2017.
Dyson fik Fortjenstordenen i 2016.